# Peter Lee Lawrence
Peter Lee Lawrence, eigentlich Karl Otto Hyrenbach und Thieme (* 21. Februar 1944 in Lindau (Bodensee); † 20. April 1974 in Rom) war ein deutscher Schauspieler, der hauptsächlich in Italowestern zu sehen war.

## Leben
Lawrence lebte mit seiner Mutter zunächst in Nizza und war in Fotoromanzi zu sehen, wofür er den Namen Pierre Clement benutzte. 1965 trat er in einer Nebenrolle in Sergio Leones Für ein paar Dollar mehr auf; später spielte er dann die Heldenrollen in den spanischen und italienischen Westernproduktionen. Anfang der 1970er trat er auch in Horror- und Kriminalfilmen auf. In seiner ersten Hauptrolle wurde er unter dem Pseudonym Arthur Grant geführt.
Nachdem bereits 1972 bei ihm ein Glioblastom diagnostiziert worden war, starb er am 20. April 1974. Er war seit 1969 mit der spanischen Schauspielerin Cristina Galbó verheiratet. Das Ehepaar lebte teilweise auf Tahiti, in Zürich und in Rom.

## Filmografie
- 1965: Für ein paar Dollar mehr (Per qualche dollaro in più)
- 1965: Io uccido, tu uccidi – Regie: Gianni Puccini
- 1967: Sein Steckbrief ist kein Heiligenbild (El hombre que mató a Billy el Niño)
- 1967: Glut der Sonne (Dove si spara di più)
- 1967: Stirb oder töte (Killer calibro 32)
- 1967: Sein Wechselgeld ist Blei (I giorni della violenza)
- 1968: Testa di sbarco per otto implacabili – Regie: Alfonso Brescia
- 1968: Einer nach dem anderen – ohne Erbarmen (Uno a uno sin piedad)
- 1968: Killer adios (Killer, adios)
- 1968: Ein Colt für hundert Särge (Una pistola per cento bare)
- 1969: Garringo – der Henker (Garringo)
- 1969: Die heiße Masche - Chikago 1920 (Tempo di Charleston - Chicago 1929) – Regie: Julio Diamante
- 1969: Die Rechnung zahlt der Bounty-Killer (La morte sull'alta collina)
- 1970: Arriva Garringo (Reza por tu alma… y muere)
- 1970: La furia dei Khyber – Regie: José Luis Merino
- 1970: Manos torpes
- 1970: La muerte busca un hombre
- 1971: Black Beauty (Black Beauty)
- 1971: I quattro pistoleri di Santa Trinità
- 1971: Sando Kid spricht das letzte Halleluja (Un dolár para Sartana)
- 1972: Una bala marcada
- 1972: Un dólar de recompensa
- 1972: Der lange Arm des Paten (La mano lunga del padrino) – Regie: Nardo Bonomi
- 1972: Tarzán y el arco iris – Regie: Manuel Caño
- 1972: Il mio corpo con rabbia – Regie: Roberto Natale
- 1972: Amore e morte nel giardino degli dei – Regie: Sauro Scavolini
- 1973: Mia moglie, un corpo per l'amore – Regie: Mario Imperoli
- 1973: Giorni d'amore sul filo di una lama – Regie: Giuseppe Pellegrini
- 1974: Il bacio di una morta – Regie: Carlo Infascelli
- 1974: Los caballeros del Botón de Ancla – Regie: Ramón Torrado